# Windmotor Eernewoude 3
De Windmotor Eernewoude 3 was een poldermolen nabij het Friese dorp Eernewoude, dat in de Nederlandse gemeente Tietjerksteradeel ligt. De molen, waarvan het bouwjaar onbekend is, is een middelgrote Amerikaanse windmotor met een windrad van 18 bladen. De windmotor stond aan de noordwestelijke rand van Eernewoude in het Mindertsfean. De molen is in 2012 afgebroken en in IJlst weer opgebouwd door een particulier.